# R511 (Russland)
Die R 511 (russisch P 511, das kyrillische P entspricht dem lateinischen R) ist eine 28 Kilometer lange Regionalstraße in Russland und verläuft im Osten der Oblast Kaliningrad (Gebiet Königsberg (Preußen)). Sie verbindet innerhalb des Rajon Krasnosnamensk die Rajonhauptstadt Krasnosnamensk (Lasdehnen, 1938–1946 Haselberg) an der R 508 mit der R 509 nahe dem früheren, heute nicht mehr existierenden Ort Willuhnen (zwischen Dobrowolsk (Pillkallen, 1938–1946 Schloßberg) und Kutusowo (Schirwindt)/Kudirkos Naumiestis (Neustadt-Schirwindt) in Litauen).

## Verlauf der R 511 (P 511)
(Neman (Ragnit) bzw. Dobrowolsk (Pillkallen, 1938–1946 Schloßberg) / R 508 → )
- Krasnosnamensk (Lasdehnen, 1938–1946 Haselberg)
- Wyssokoje (Alxnupönen, 1938–1946 Altsnappen)
- Ostrogoschskoje (Uszbördszen, 1936–1938 Uschbördschen, 1938–1946 Karpfenwinkel, auch: Rucken)
- Mitschurino (Lasdinehlen, 1938–1946 Sommerswalde)
- Leskowo (Rammonischken, 1938–1946 Hagenfließ)
- Pobedino (Schillehnen, 1938–1946 Schillfelde)
- (Skrobienen, 1938–1946 Ambruch) [nicht mehr existent]
- (Stobern) [nicht mehr existent]
- (Willuhnen) [nicht mehr existent]

(→ R 509 nach Kutusowo (Schirwindt) und Kudirkos Naumiestis (Neustadt-Schirwindt)/Litauen bzw. nach Dobrowolsk (Pillkallen, 1938–1946 Schloßberg))

## Verweis
- Straßenkarte Nördliches Ostpreußen mit Memelland. Königsberg-Tilsit-Gumbinnen. Kaliningradskaja oblast, Höfer-Verlag, Dietzenbach, 11. Auflage 2005